# 狼項圈

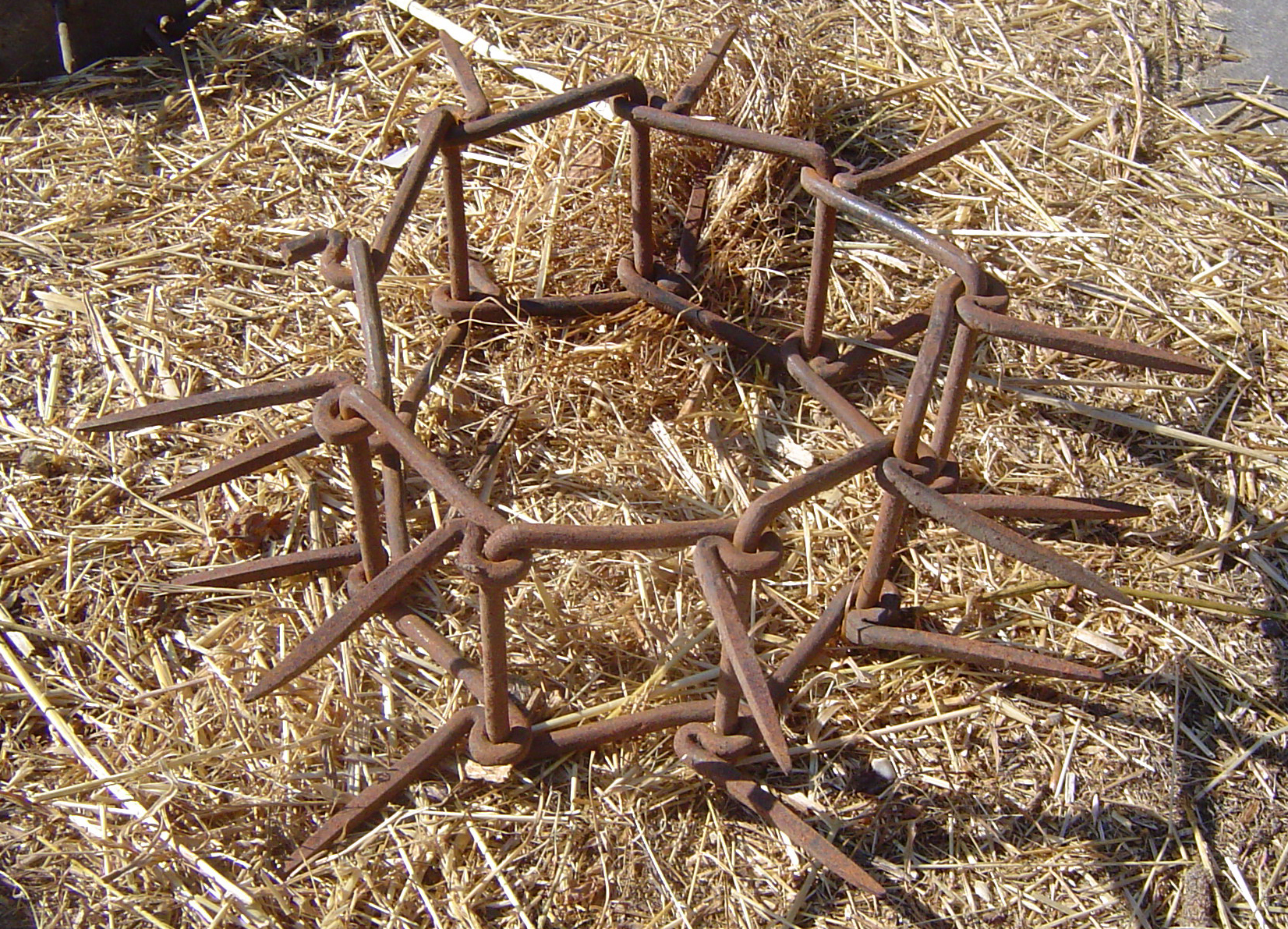
一個狼項圈

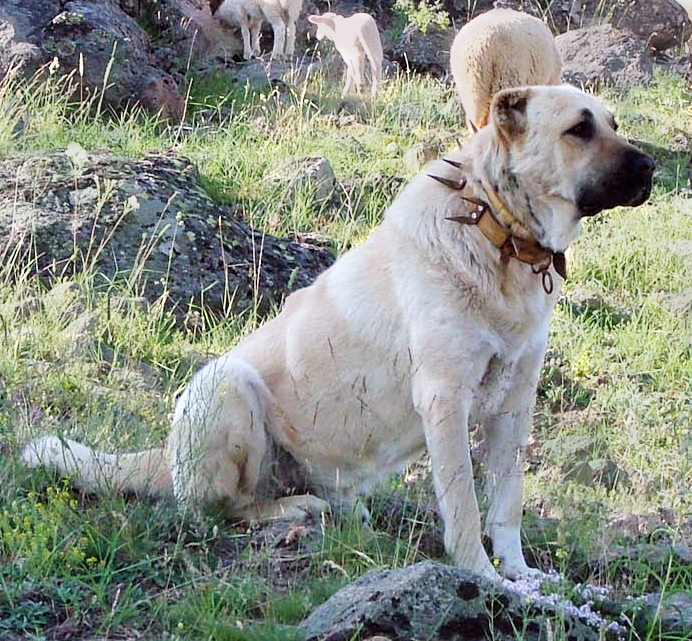
戴着狼项圈的土耳其猛犬

狼項圈（英語：wolf collar）是一種狗項圈，上面有尖刺。在意大利、西班牙和土耳其等地區，牲畜護衛犬會配戴這種項圈來保護他們防止被狼攻擊或者殺死。
古希腊人用这样的项圈保护他们的狗不受狼的攻击。
狼项圈通常由铁等金属制成。长钉的长度可以很长，但是在不同的地方样式不同。项圈底座可以保护狗的喉咙和颈动脉，而尖刺是为了防止脖子被狼咬伤，甚至可以去伤害来犯的狼。有传言称，当狗杀死过狼之后，才会被给予这种项圈，然而这种说法通常被认为是不准确的。